# Сендзішув-Малопольський
Сендзі́шув-Малопольський (пол. Sędziszów Małopolski) — місто в піденно-східній Польщі.
Належить до Ропчицько-Сендзішовського повіту Підкарпатського воєводства.

## Демографія
Демографічна структура станом на 31 березня 2011 року:
|          | Загалом | Допрацездатний вік | Працездатний вік | Постпрацездатний вік |
| -------- | ------- | ------------------ | ---------------- | -------------------- |
| Чоловіки | 3585    | 765                | 2414             | 406                  |
| Жінки    | 3850    | 736                | 2274             | 840                  |
| Разом    | 7435    | 1501               | 4688             | 1246                 |